# Nils Flensburg
Nils Olof Mathias Flensburg (22. april 1855 i Lund – 7. april 1926 sammesteds) var en svensk sprogforsker, søn af biskop Wilhelm Flensburg.
Flensburg studerede sammenlignende sprogvidenskab og orientalske sprog i Sverige og Tyskland, tog doktorgraden 1888 (Studier öfver den fornindiska tempusläran) og virkede derefter i en årrække ved universitetet i Lund som docent i sanskrit, indtil han 1898 udnævntes til professor i sanskrit og sammenlignende sprogvidenskab sammesteds. Hans vigtigste skrifter er: Über Ursprung und Bildung des Pronomen αυτος; (1893); Studien auf dem Gebiete der indogermanischen Wurzelbildung. Semasiologisch-etymologische Beiträge, I. Die einfache basis ter- in indogermanischen (1897).